# マフムード・イード
マフムード・イード（英: Mahmoud Eid, 1993年6月26日 - ）は、スウェーデン出身のパレスチナのサッカー選手。バンコク・ユナイテッドFC所属。元パレスチナ代表。

## 来歴
2014年11月6日、サウジアラビア戦でパレスチナ代表デビューを果たし、同月9日のベトナム戦で代表初ゴールを記録した。

## 所属クラブ
- ハンマルビー・タラングFF（英語版）（ナッカFF（英語版）1） 2011-2012
- ヴァーサルンドIF（英語版） 2012-2013
- ニーショーピングスBIS（英語版） 2013-2015
- オートヴィーダベリFF 2016
- カルマルFF 2016-2019
  -  ミェンダーレンIF (loan) 2018
  -  GAIS (loan) 2018
- ペルセバヤ・スラバヤ 2020
- アル・メサイミールSC 2021
- ノーンブワ・ピッチャヤFC 2022
- バンコク・ユナイテッドFC 2022-

1 2011年にハンマルビーTFFは解散し、同年12月にハンマルビーTFFとボーFFからナッカFFが創設された。